# Robert Lagrain
Robert Lagrain (Wingene, 9 mei 1928 - Brugge, 24 januari 1999) was een Belgisch rooms-katholiek priester en kenner van het leven en werk van Guido Gezelle.

## Levensloop
Lagrain werd in 1954 tot priester gewijd. Hij studeerde vervolgens aan de Katholieke Universiteit Leuven en promoveerde tot licentiaat klassieke talen. Hij werd van 1958 tot 1961 leraar retorica aan het Klein Seminarie in Roeselare. In 1962 werd hij secretaris van de rector magnificus van de KU Leuven, monseigneur Albert Descamps. Hij werd bovendien nationaal proost van de Belgische Boerenbond en van het Katholiek Vormingswerk voor Landelijke Vrouwen.
In 1975 werd hij pastoor van de Sint-Salvatorskathedraal en deken van Brugge. Hij voerde deze opdrachten uit tot in 1993. Hij ging toen als rustend priester op de parochie Sint-Anna wonen en overleed er. Hij was ook kanunnik in het kapittel van de kathedraal.
Lagrain werd erkend als een uitstekend kenner van leven en werk van Guido Gezelle. Hij werd lid en voorzitter van het Guido Gezellegenootschap en was ook lid en voorzitter van de Guido Gezellekring. Hij overleed bij het begin van het Gezellejaar 1999.

## Publicaties
- Uit Gezelles omgeving. Monica Devriese en Gezelles Wingense afkomst, in: Gezellekroniek, 1963.
- Het is de Heer, homelieën, 1974.
- De Moeder van Guido Gezelle, 1975.
- Guido Gezelle over Kerlingaland in een brief aan Antoon Witteryck, 1885, in: Biekorf, 1976.
- Een onuitgegeven brief aan Hugo Verriest over Guido Gezelle, in: Biekorf, 1980.
- Een herontdekte zelfstandige publikatie van Guido Gezelle, in: Gezelliana, 1981.
- Albrecht Rodenbachs ‘Stormen, in: Dietsche Warande en Belfort, 1981.
- Gezelles godsdienstlessen in het Engels klooster, 1983.
- Guido Gezelle en de familie Van Damme, 1983.
- Bij een geschenk aan Monseigneur Roger Vangheluwe, bisschop van Brugge, 1985.
- Gezelles bruiloftsgedicht voor Albertine de Gryse, in: Gezelliana, 1986.
- Een Brugs gedicht van Guido Gezelle uit de vergeethoek gehaald, 1987.
- Twee gescheiden Gezellegedichten weer bijeengebracht, 1988.
- Iets over de Mariacongregatie te Brugge, in: Biekorf, 1988.
- Richt uw ogen op Jezus, 1988.
- Guido Gezelles eerste begraafplaats, in: Biekorf, 1994.
- Het laatste paar jaren van Gezelles ouders te Brugge, in: Biekorf, 1995.
- Over J. van Westerveldt, Gezelles pastoor op St.-Anna, in: Biekorf, 1995.
- Een rekening van Guido Gezelles vader, in: Biekorf, 1998.
- Latijnse dankversjes van Guido Gezelle, in: Gezelliana, 2000.